# Brévainville
Brévainville ist eine französische Gemeinde mit 161 Einwohnern (Stand: 1. Januar 2022) im Département Loir-et-Cher in der Region Centre-Val de Loire. Sie gehört zum Kanton Le Perche im Arrondissement Vendôme. Die Einwohner werden Villauclergois genannt.

## Geografie
Die Gemeinde Brévainville liegt etwa 41 Kilometer nördlich von Blois in der Landschaft Le Perche an der Grenze zum Département Eure-et-Loir, 15 Kilometer südsüdwestlich von Châteaudun. Der Fluss Loir bildet die westliche Gemeindegrenze. Umgeben wird Brévainville von den Nachbargemeinden Romilly-sur-Aigre im Norden, Cloyes-les-Trois-Rivières im Nordosten, Ouzouer-le-Doyen im Osten, Moisy im Südosten, Morée im Süden, Saint-Hilaire-la-Gravelle im Südwesten und Westen sowie Saint-Jean-Froidmentel im Westen und Nordwesten.

## Bevölkerungsentwicklung
| Jahr                       | 1962 | 1968 | 1975 | 1982 | 1990 | 1999 | 2011 | 2022 |
| -------------------------- | ---- | ---- | ---- | ---- | ---- | ---- | ---- | ---- |
| Einwohner                  | 299  | 256  | 247  | 206  | 188  | 163  | 171  | 161  |
| Quellen: Cassini und INSEE |      |      |      |      |      |      |      |      |

## Sehenswürdigkeiten
- Dolmen Les Grosses-Pierres, Monument historique seit 1889
- Kirche Saint-Claude, seit 1948 Monument historique
- Kirche Saint-Médard

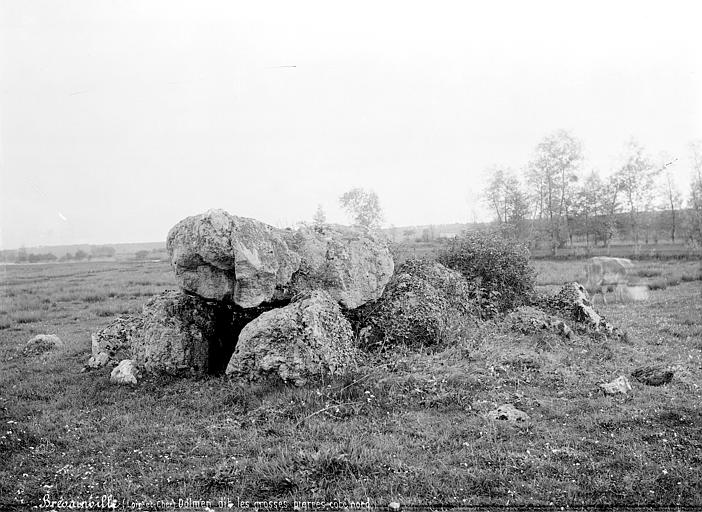
Dolmen
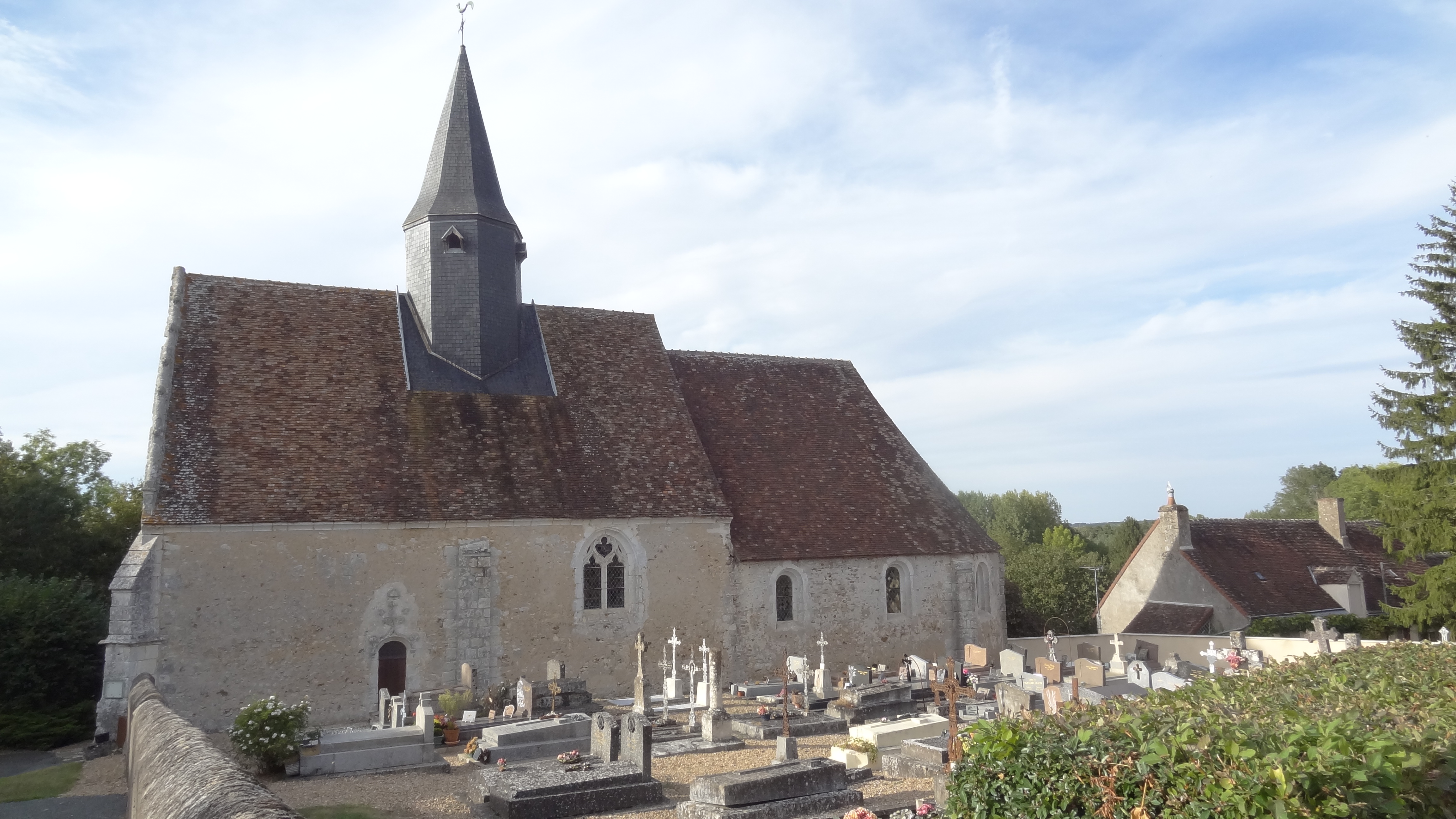
Kirche Saint-Claude
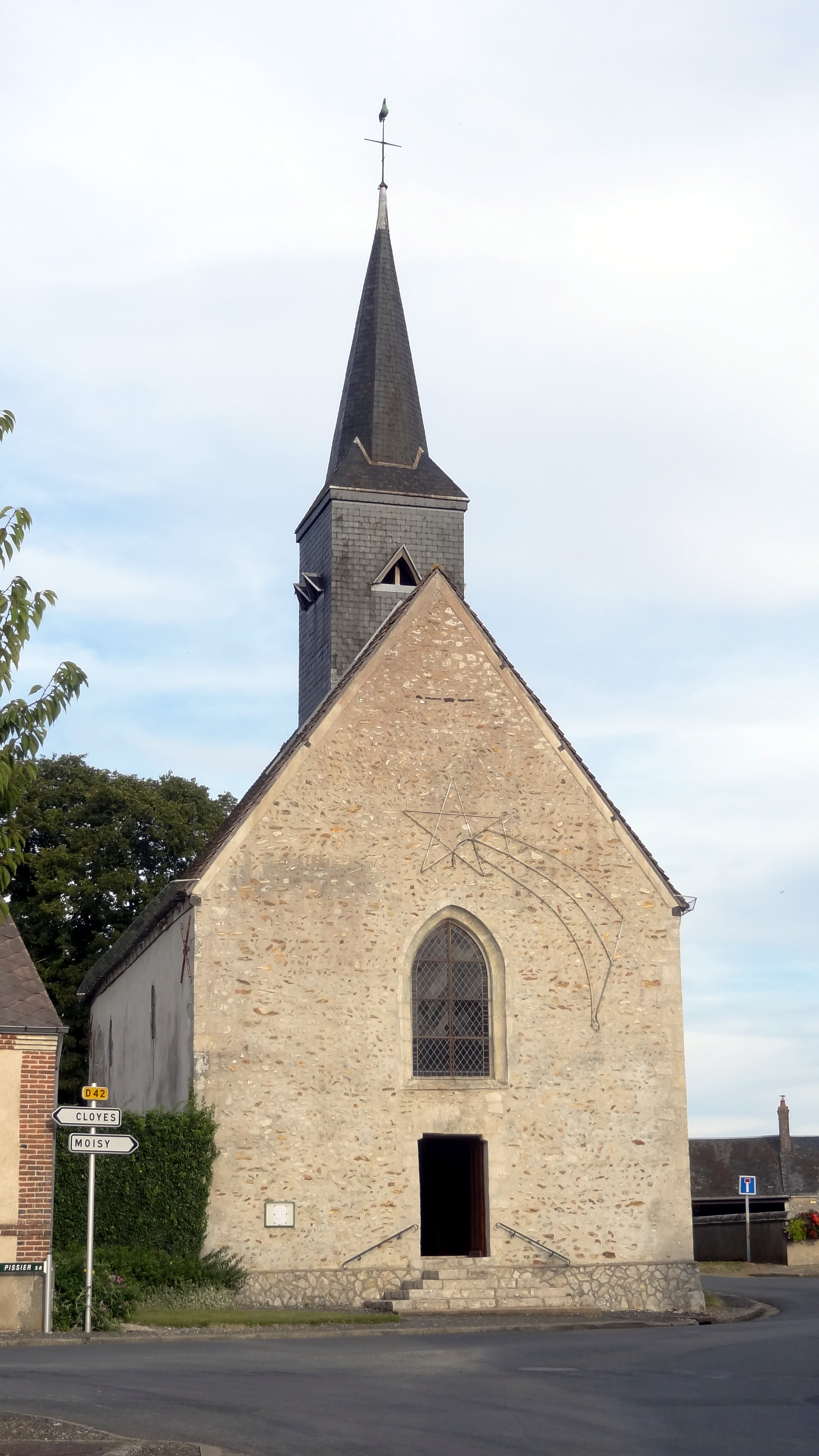
Kirche Saint-Médard